# Prometopus rubrispersa
Prometopus rubrispersa là một loài bướm đêm trong họ Noctuidae.